# Komchen
Komchén è una comunità nella municipalità di Mérida nello stato dello Yucatán, in Messico. Komchén si trova a 15 km a nord della città.

## Storia pre-colombiana
Komchén è anche il luogo in cui si trova un sito archeologico Maya, vicino a Dzibilchaltún. Komchén venne occupato durante il periodo Medio Preclassico. Inizialmente era una piccola comunità di persone, con capanne fatte di materiale deperibile. Il sito diventò una comunità più grande durante il Tardo Preclassico, raggiungendo l'apice dell'importanza tra il 350 e il 150 a.C. quando vennero usate pietre per costruire monumenti. Il sito venne abbandonato alla fine del Tardo Preclassico, nel 250 d.C. In seguito la zona venne occupata di nuovo dalla gente del centro di Dzibilchaltun, che si stava espandendo.
Gli scavi archeologici del sito iniziarono intorno agli anni '80, con un progetto di ricerca diretto da E. Wyllys Andrews V del Middle American Research Institute (MARI) dell'Università di Tulani. La ricerca ha reso possibile lo studio di 1000 strutture residenziali su un'area di 2 km², tra cui un gruppo di grandi piattaforme, la più alta delle quali misura 8 metri, e un sacbé.